# Erik Algot Fredriksson
Erik Algot Fredriksson (Sköldinge, 13 juni 1885 – Stockholm, 14 mei 1930) was een Zweeds atleet. 
Fredriksson won met het team van de politie van Stockholm op Olympische Zomerspelen van 1912 in Stockholm een gouden medaille bij het touwtrekken door in de finale de Britse ploeg te verslaan. Een jaar later werd hij met de Zweedse ploeg wereldkampioen.
Fredriksson overleed in 1930 tijdens een autoongeluk.
1900: Aabye, Schmidt, Winckler, Nilsson, Söderström, Staaf ·
1904: Olson, Johnson, Seiling, Magnusson, Flanagan ·
1908: Barrett, Goodfellow, Humphreys, Hirons, Ireton, Merriman, Mills, Shepherd ·
1912: Andersson, Bergman, Edman, Fredriksson, Gustafsson, Jonsson, Larsson, Lindström ·
1920: Canning, Holmes, Humphreys, Mills, Sewell, Shepherd, Stiff, Thorn